# Liste der denkmalgeschützten Objekte in Hausleiten
Die Liste der denkmalgeschützten Objekte in Hausleiten enthält die 31 denkmalgeschützten, unbeweglichen Objekte der niederösterreichischen Gemeinde Hausleiten.

## Denkmäler
| Foto |                 | Denkmal                                                                 | Standort                                                   | Beschreibung | Metadaten |
| ---- | --------------- | ----------------------------------------------------------------------- | ---------------------------------------------------------- | --- | --- |
| ja   | Datei hochladen | Ortskapelle hl. Leonhard HERIS-ID: 4965 Objekt-ID: 824                  | neben Wagramstraße 4 Standort KG: Gaisruck                 | Die Dorfkapelle von Gaisruck liegt direkt an der B19. Sie ist dem heiligen Leonhard geweiht. Sie wurde 1871 erbaut. Der Andachtsraum ist ca. 12,5 Meter lang und 5,6 Meter breit. Links und rechts des Mittelganges befinden sich jeweils acht Bankreihen. Bemerkenswert ist das Altarbild in der Rundapsis, das den heiligen Leonhard zeigt. Dieses 215 cm hohe und 135 cm breite Ölbild wurde von Josef Kessler 1873 angefertigt. | BDA-Hist.: Q38122132 Status: § 2a Stand der BDA-Liste: 2025-06-30 Name: Ortskapelle hl. Leonhard GstNr.: .87 Ortskapelle Gaisruck                              |
| ja   | Datei hochladen | Brunnberg-Marterl HERIS-ID: 4974 Objekt-ID: 833                         | Weinbergstraße 85, in der Nähe Standort KG: Goldgeben      | Das 1716 errichtete Brunnberg-Marterl ist als hoher Dreiseitpfeiler mit Bildnischenaufsatz, in dem sich ein Kruzifix befand, gestaltet. Hier wurde an den Bitttagen der Wettersegen erteilt. Aus der Pfarrchronik: Im Jahre 1716 ist mit Bewilligung des Passauer Konsistoriums de Wien vom 18. Nov. 1716 von der Gemeinde Goldgeben auf dem sogenannten Brunnberg unweit des Dorfes alle Jahre an den Bittagen ein heiliges Evangelium bei der gewöhnlichen Prozession gesungen werde, zur größeren Ehre Gottes und Abwendung gefährlichen Wetters eine Kreuzsäule aufgerichtet werden und hat sich die gesamte Gemeinde für sich und ihre Nachkommen versichert, diese Säule beständig zu erhalten. | BDA-Hist.: Q38124276 Status: § 2a Stand der BDA-Liste: 2025-06-30 Name: Bildstock GstNr.: 759                                                                  |
| ja   | Datei hochladen | Bildstock/Tabernakelpfeiler HERIS-ID: 4975 Objekt-ID: 834               | gegenüber Am Rohrweg 11 Standort KG: Goldgeben             | Der Bildstock Am Rohrweg beim Bahnübergang in Richtung Schmida wurde im 17. Jahrhundert errichtet. Es ist ein Tabernakelpfeiler mit gefastem quadratischen Schaft, der im quadratischen Schulterstück mit einem Weihe- oder Apostelkreuz geschmückt ist. Über der Kragenplatte Tabernakel mit blinden Nischen, gekrönt von pyramidenförmigem Helm mit einem einfachen Metallkreuz. Aufgrund des Apostelkreuzes, das einem Rad ähnlich sieht, wird vermutet, dass dieser Bildstock von einem Müller errichtet wurde. Bei Renovierungsarbeiten im Jahre 2011 wurde eine Inschrift freigelegt, die als „Stöffan Fischer“ entziffert werden konnte. Das Apostelkreuz (auch als Mühlrad gedeutet) im oberen Teil des Pfeilerschaftes ließ ja einen Müller als Stifter der Säule vermuten. Bei weiteren Nachforschungen konnte zwar im Taufbuch kein „Stefan Fischer“ aus Goldgeben gefunden werden, allerdings taucht im Buch der Hausleitner Dreifaltigkeits-Bruderschaft am 13. Juni 1683 eine Eintragung auf, nach der „Stephan Fischer, Millner zu Goltgeben“, als Mitglied aufgenommen wurde. Der besagte Stefan Fischer dürfte also ursprünglich nicht aus der Gemeinde kommen und die Mühle (am Brunnberg) erst übernommen haben. | BDA-Hist.: Q38124644 Status: § 2a Stand der BDA-Liste: 2025-06-30 Name: Bildstock/Tabernakelpfeiler GstNr.: 250                                                |
| ja   | Datei hochladen | Ortskapelle hl. Veronika HERIS-ID: 4972 Objekt-ID: 831                  | gegenüber Am Brunnberg 3 Standort KG: Goldgeben            | Die Dorfkapelle von Goldgeben liegt an der Gabelung der Dorfstraße mit der Straße „Am Brunnberg“. Der Bau von 1855 hat einen vorgestellten Fassadenturm mit Pyramidenhelm, Spitzbogenfenster und eine Apsis. Die Wände und der Turm sind durch Lisenen (schmale und leicht hervortretende vertikale optische Verstärkungen der Wand) gegliedert. Tritt man durch das im Turm befindliche Giebelportal in den Kapellenraum, öffnet sich ein ca. 9,5 × 5,4 Meter großer Versammlungsraum. | BDA-Hist.: Q38123726 Status: § 2a Stand der BDA-Liste: 2025-06-30 Name: Ortskapelle hl. Veronika GstNr.: 57 Ortskapelle hl. Veronika, Goldgeben                |
| ja   | Datei hochladen | Anlage Oberer Hof, ehem. Edelhof HERIS-ID: 4973 Objekt-ID: 832seit 2020 | Dorfstraße 16 Standort KG: Goldgeben                       | | BDA-Hist.: Q105637757 Status: Bescheid Stand der BDA-Liste: 2025-06-30 Name: Anlage Oberer Hof, ehem. Edelhof GstNr.: 202/1, 202/2, 204                        |
| ja   | Datei hochladen | Bildstock HERIS-ID: 4971 Objekt-ID: 830                                 | Freihofstraße 2 Standort KG: Goldgeben                     | Errichtet vor 1556 (lt. Dehio Ende 16. Jahrhunderts), renoviert 1989 und 2010. Spätgotischer Tabernakelbildstock am westlichen Ortsausgang; Achtseitschaft und Gesimskehle gekrönt von einem sogenannten Patriarchenkreuz (auch Erzbischofskreuz oder Spanisches Kreuz genannt). Der kleinere Querbalken symbolisiert die Inschrift (INRI) auf dem Kreuz. | BDA-Hist.: Q38123441 Status: § 2a Stand der BDA-Liste: 2025-06-30 Name: Bildstock GstNr.: 206                                                                  |
| ja   | Datei hochladen | Wohnhaus, ehem. Mühle HERIS-ID: 4976 Objekt-ID: 835                     | Am Brunnberg 9 Standort KG: Goldgeben                      | Am Anstieg des Wagrams gelegen, 1408 erste Nennung. Der Müllersohn Seifried studierte an der Hochschule in Wien. 1579 werden die Grafen Hardegg als Eigentümer genannt, 1599 Umbau durch Cesare Piazoll, im 18. Jahrhundert diverse bauliche Veränderungen. Als Mühle bis in die 1970er Jahre in Betrieb. 1985 kaufte Familie von Lattorff das Gebäude und renovierte es 2007 umfassend als Wohnhaus. Der mächtige zweigeschoßige Baukörper des ehemaligen Mühlengebäudes mit einer die gesamte Anlage umgebenden Mauer steht erhöht am Ortsrand, am Brunnberg. Die dem Ort zugewandte dreiachsige Spätrenaissance-Giebelfassade mit massiver Ortsteingliederung zeigt spätbarocke Fensterkörbe und eine ebensolche Sonnenuhr. Unter dem hohen Schopfwalmdach war der Schüttkasten für das Getreide. | BDA-Hist.: Q38124978 Status: Bescheid Stand der BDA-Liste: 2025-06-30 Name: Wohnhaus, ehem. Mühle GstNr.: 22                                                   |
| ja   | Datei hochladen | Hügelgräberfeld am Sand HERIS-ID: 110719 Objekt-ID: 128440              | Am Sand Standort KG: Hausleithen                           | Die Kreisgräben wurden 1998 durch Luftaufnahmen entdeckt. Die Auswertung der 2003 durchgeführten magnetischen Prospektion ergab Umfassungsgräben von acht eingeebneten Hügelgräbern, die einen Durchmesser zwischen 10 und 22 m aufweisen. Die Breite der Gräben variiert sehr stark zwischen 2 und 3 Metern. Aufgrund der typischen Form und der Größe dürfte es sich um hallstattzeitliche Hügelgräber handeln. Die durch Grabungen freigelegten Funde befinden sich im Museum für Urgeschichte des Landes Niederösterreich in Aspern/Zaya. Anmerkung: Vier landwirtschaftlich genutzte großflächige Grundstücke zwischen Schmidastraße, Rübenplatz und Ch.-Gudenusstraße. | BDA-Hist.: Q37820394 Status: Bescheid Stand der BDA-Liste: 2025-06-30 Name: Hügelgräberfeld am Sand GstNr.: 935, 932, 933, 934                                 |
| ja   | Datei hochladen | Figur hl. Johannes Nepomuk HERIS-ID: 4998 Objekt-ID: 857                | bei Hauptplatz 15 Standort KG: Hausleithen                 | Errichtet vermutlich 1732, seit 1989 am Hauptplatz. Der steinerne Johann Nepomuk stand einst neben dem Bach vor der ehemaligen Herren-Mühle (später Schwayer, Madlo, Bamberger). 1732 ließ der Müllermeister Mumb die Plastik aufstellen. Da sie aber nicht im Grundbuch eingetragen war, weigerte sich der spätere Müller Schwayer, sie wieder aufstellen zu lassen, nachdem sie umgefallen war, und der damalige Pfarrer Hartlieb unterlag in einem Prozess. Aus der Pfarrchronik, Seite 20: 1732 „laut vom Stifter Johann Mumb den 15. Juli 1732 hat derselbe sich verbindlich gemacht, dass an die ihm vom Passauer Konsistorium zu setzen erlaubte Statue zu Ehren des großen Heiligen Johannes von Nepomuk zu Hausleiten jederzeit in gutem Stande erhalten, auch im falle solche durch das üble Wetter oder sonst zugrunde gehen sollte, dieselbe wieder in aufrechten Stand bringen solle, von sonst wegen auch zu unserer Versicherung seine zu Hausleuthen eigenthümlich befindliche Mühl zu einem Unterpfand verschreib“. Sie wurde dennoch später renoviert und 1864 beim Gasthaus Eder (F.-W.-Raiffeisenplatz 3) aufgestellt. Früher wurde alle Jahre am 16. Mai eine Prozession hierher abgehalten. Die Säkularisation unter Kaiser Joseph II. dürften den Brauch abgebracht haben. Viele Jahre war vor der Statue einer der vier Altäre der Fronleichnamsprozession. 1989 wurde die Statue neuerlich renoviert und steht seither bei der Brücke am Hauptplatz. An dieser Stelle war einst einer der beiden Dorfbrunnen. | BDA-Hist.: Q38130471 Status: § 2a Stand der BDA-Liste: 2025-06-30 Name: Figur hl. Johannes Nepomuk GstNr.: 109                                                 |
| ja   | Datei hochladen | Agatha Säule HERIS-ID: 4992 Objekt-ID: 851                              | bei Kirchenstraße 41 Standort KG: Hausleithen              | Errichtet 1910. Rechts vor dem Friedhofstor stand bis dahin ein Schuppen für den Versehwagen der (damals) 10 eingepfarrten Dörfer. Damit wurde der Seelsorger zu Versehgängen geführt. Der Schuppen wurde weggerissen und im Zuge der Neugestaltung des Agathaplatzes ließ Pfarrer Tham vom Bildhauer Bredeweg die Agathasäule als Geschenk und Spende der Pfarrangehörigen aufstellen. Dort erfolgte dann auch die erste Einsegnung bei Begräbnissen, nachdem auch ein altes Kapellerl auf der anderen Straßenseite entfernt worden war. Die Verstorbenen aus den Au-Ortschaften wurden früher durch den „Stirb-Weg“ und den Tunnel unter dem Pfarrhof getragen, um einen Umweg durch den Ort Hausleiten zu vermeiden. Zuletzt renoviert im Herbst 2011 im Zuge einer umfassenden Neugestaltung des Agathaplatzes. | BDA-Hist.: Q38128614 Status: § 2a Stand der BDA-Liste: 2025-06-30 Name: Figur hl. Agatha GstNr.: 29/2 Agatha-Bildstock in Hausleiten                           |
| ja   | Datei hochladen | Kapelle hl. Aloysius HERIS-ID: 4991 Objekt-ID: 850                      | bei Kirchenstraße 41 Standort KG: Hausleithen              | 1770 als Hauskapelle und – im unteren Teil – als Beinhaus bzw. Begräbnisstätte erbaut. Die gedachte Begräbnisstätte wurde allerdings nie vollendet. In der Kapelle sehen wir einen typischen Rokoko-Saalraum aus vier Jochen mit queroblongen Platzlgewölben, der im dritten Joch zentralisiert und mit Gurtbogen und Pilastern gegliedert ist. Im westlichen Joch befindet sich eine platzlunterwölbte Orgelempore. Die Rokokoausmalung der Decke in der Mitte mit dekorativ geordneter Scheinarchitektur und die Wandmalereien mit illusionistischem Charakter stammen von Johann Paul Gruber (1770). Die Aloisiuskapelle stellt die Verbindung zum ebenfalls in dieser Zeit errichteten Pfarrhof dar. Das Altarbild zeigt Maria mit dem Jesuskind, die dem hl. Aloisius erscheinen. Es wurde 1770 vom Kremser Schmidt um 150 Gulden gemalt. Auf der Mensa unter dem Altarbild befindet sich ein hölzerner Tabernakel im Rokokostil. Der Tabernakel und die beiden flankierenden Statuen sind in einer weiß-goldenen Fassung gehalten. Das gesamte Ensemble wurde 1771 von Rudolf Treuble aus Zoglsdorf geschaffen. Links vom Altarbild steht die hölzern, monochrom in weiß und partiell vergoldete Figur des Heiligen Karl Borromäus. An der rechten Seite wird das Altarbild von einer Statue des Heiligen Franz von Sales flankiert, die in der gleichen Technik wie die Statue an der linken Seite und wie der Altaraufsatz gearbeitet ist. Dem Altar gegenüber – an der westlichen Wand – befindet sich auf der Empore eine Orgel, die 1772 von David Posselt Wien errichtet wurde. Die Orgel wurde 1809 von den Franzosen geplündert. Bei der Renovierung der Aloisiuskapelle im 20. Jahrhundert baute die Firma Salomon aus Leobersdorf in den vorhandenen Orgelprospekt eine neue – dem seinerzeitigen Original nachempfundene – Orgel ein. | BDA-Hist.: Q38128413 Status: § 2a Stand der BDA-Liste: 2025-06-30 Name: Kapelle hl. Aloysius GstNr.: 25                                                        |
| ja   | Datei hochladen | Pfarrhof HERIS-ID: 4990 Objekt-ID: 849                                  | Kirchenstraße 41 Standort KG: Hausleithen                  | Der 1774 fertiggestellte spätbarocke Pfarrhof ist ein schlossartiger Giebelbau nordöstlich der Pfarrkirche. Er wurde nach den Plänen des Hof- und Direktorialbaumeisters Matthias Gerl (* 1712 Klosterneuburg; † 1765 Wien) von Tullner Baumeistern errichtet. Der zweigeschoßige Spätbarockbau mit älterem Kern über T-förmigem Grundriss ist aus einem frühbarocken unregelmäßigen Zweiflügelbau hervorgegangen. Der Ostflügel ist als repräsentativer Haupttrakt gestaltet, der über einen westlichen Querflügel – ein Stiegenhaus einschließend – mit der gleichzeitig errichteten Aloisiuskapelle und mit der Pfarrkirche verbunden ist. Der repräsentative Außenbau zeigt im Osten eine fünfzehnachsige Hauptfront, die durch Risalitbildung und einen mittleren Dreiecksgiebel akzentuiert ist. Die Fassadengliederung ist mit aufwendigen Spätbarockrahmungen der Obergeschoßfenster mit geschwungenen und geraden Verdachungen ausgebildet. Die zwei von Putten getragenen Schrifttafeln über dem Eingangsportal weisen auf das Vollendungsjahr 1774 sowie auf die baulichen Veränderungen durch Pfarrer Gschellhammer hin. Auf den Gesimsen der Pilaster beim Eingangstor des Gebäudes sitzen Putten, die Tafeln halten. Diese berichten, dass Dechant Gschellhammer das Haus und die Wirtschaftsgebäude errichten ließ, die Aloisiuskapelle erbaute, den Garten und den Hof mit einer Mauer umgeben und den Tunnel erbauen ließ. Das Wappen in der Mitte ist das von Gschellhammer, darüber ist der Passauer Bischofshut zu sehen. Die Inschrift über dem Wappen: JMGDEPHSA bedeutet: Josephus Matthaeus Gschellhammer Dechantus Episcolalis Parochus Hausleitensis Santhae Agathae Übersetzung: Joseph Matthias Gschellhammer Dechant des Bistums Pfarrer der Kirche zu Hausleiten St. Agatha. Dem Pfarrhof angeschlossen waren die Wirtschaftsgebäude, wie ein Stadel, Pferde- und Kuhstallungen, ein Holzschuppen und diverse Kelleranlagen. Diese Anlagen wurden in den letzten Jahren liebevoll umgebaut und dienen der Pfarrgemeinde bei diversen Veranstaltungen. Am 23. September 2012 wurden die renovierten denkmalgeschützten ehemaligen Stallungen (Zellnerhaus), die zum neuen Pfarrheim umgebaut wurden, der Öffentlichkeit übergeben. | BDA-Hist.: Q38128221 Status: § 2a Stand der BDA-Liste: 2025-06-30 Name: Pfarrhof GstNr.: 28 Pfarrhof Hausleiten                                                |
| ja   | Datei hochladen | St.Agatha HERIS-ID: 4994 Objekt-ID: 853                                 | neben Schulgasse 2 Standort KG: Hausleithen                | Das Jahr der Gründung der Pfarre Hausleiten kann nicht genau festgelegt werden, fällt aber in die Zeit um 900, als bayerische Mönche dieses Gebiet kolonialisierten und missionierten. Das Patrozinium „St. Agatha“ weist auf eine bayerisch Gründung hin. Zum Zeitpunkt des Todes des Bischofs Pilgrim von Passau im Jahre 991 war die Seelsorge im Gebiet um Hausleiten geordnet und es gab eine der hl. Agatha (St. Eyten) geweihte Kirche auf dem Wagram. Der Name „Hausleiten“ taucht erst Anfang des 14. Jahrhunderts auf. Die Pfarrkirche St. Agatha hat im Laufe der Zeit viele Umgestaltungen erfahren. Von ihrem ursprünglichen Baukörper dürfte nichts erhalten sein. Reste einer vermutlich vor 1100 erbauten romanischen Kapelle finden sich in der Südwestecke der Kirche. Daran fügte man zwischen 1250 und 1270 eine dreischiffige frühgotische Basilika an. Ab 1499 wurde das Gotteshaus wieder umgebaut. Die flache Holzdecke des Mittelschiffes wurde durch das jetzige Tonnengewölbe ersetzt, die frühgotischen Fenster dadurch funktionslos und zugemauert (sie wurden bei einer Renovierung an der Nordseite freigelegt). Die Seitenschiffe wurden um ein Joch nach Osten verlängert und erhielten ein Kreuzrippengewölbe. Auch der gotische, unten viereckige, im oberen Teil achteckige Turm wurde errichtet. Schließlich wurde auch nach 1500 der spätgotische Altarraum angebaut. Um 1602 ließ Pfarrer Hennion rechts unter dem Hochaltar eine Gruft erbauen, in der er und seine Angehörigen sowie Graf Carl von Hardegg u. a. beerdigt wurden. Der Zugang von außen ist heute vermauert. 1772 wurden durch den Brand eines Weihrauchfasses die Sakristei und der Altarraum beschädigt bzw. stark verrußt. Die neuen Altarbilder in der Kapelle und Kirche, gemalt vom Kremser Schmidt, überstanden das Unglück. Es folgte eine durchgreifende Restaurierung der Kirche. Die hohen gotischen Fenster wurden zumauert, das alte gotische Gewölbe abgerissen und in die jetzige barocke Form gebracht. Das Presbyterium wurde mit zwei Kuppelfresken vom Kremser Schmidt versehen (1785) und die sechs Seitenaltäre auf zwei (Kreuz- und Marienaltar) reduziert. Es folgten (z. B. 1850, 1972 und 1977) mehrmals Renovierungen und kleine Umgestaltungen, teilweise dem jeweiligen Zeitgeschmack entsprechend, z. B. durch neugotische Seitenaltäre. Die letzte große Renovierung fand 2007/08 statt. Es wurden die Orgel, die gesamte Kirche und die Fresken im Altarraum renoviert. | BDA-Hist.: Q16855648 Status: § 2a Stand der BDA-Liste: 2025-06-30 Name: Kath. Pfarrkirche hl. Agatha GstNr.: 25 Pfarrkirche hl. Agatha, Hausleiten             |
| ja   | Datei hochladen | Urlauberkreuz HERIS-ID: 4995 Objekt-ID: 854                             | gegenüber Kremser Straße 6 Standort KG: Hausleithen        | Errichtet 1567, renoviert 2010. Am Urlauberkreuz wurden und werden die Wallfahrer nach Mariazell verabschiedet und wieder empfangen. Der Name geht auf das althochdeutsche urlouploub- zurück, das „Verabschiedung“, auch „Abschied“ bedeutet. In noch früherer Zeit wurden dort die Übeltäter an den Landrichter bzw. seine Gehilfen übergeben. Achtseitiger Tabernakelpfeiler, der im Schulterstück die Jahreszahl 1567 trägt. Über der Kragenplatte einfacher Aufsatz mit Nische, in der sich ein einfaches Bild des hl. Florian (das Marterl steht vor dem alten Feuerwehrhaus) befindet. Darüber ein Steinhelm mit Kreuzspitze ebenfalls aus Stein. | BDA-Hist.: Q38129602 Status: § 2a Stand der BDA-Liste: 2025-06-30 Name: Bildstock GstNr.: 807                                                                  |
| ja   | Datei hochladen | Gemeindeamt (ehem. Rentamt) HERIS-ID: 4996 Objekt-ID: 855               | Kremser Straße 16 Standort KG: Hausleithen                 | Ab 1839 erfolgte die Abwicklung der Verwaltung der neu gebildeten Herrschaft Stetten im neuen Rentamt in Hausleiten. Das Gebäude wurde und wird von der Bevölkerung „Schloss“ genannt, obwohl es dies nie war. Außer dem Hauptgebäude wurden eine große Zehentscheune, die zum Aufbewahren des Zehents diente, und ein Nebengebäude errichtet. Der zweigeschoßige Bau mit barockisiertem Haupttrakt und profilierten Rundbogenfenstern mit Dekorbekrönung diente allerdings nur kurze Zeit als Rentamt, denn nach der Revolution von 1848 zerfiel die Herrschaft Stetten. Für das Gebäude und die Scheune gab es keine richtige Verwendung, und sie verfielen immer mehr. In den 1990er Jahren kaufte die Marktgemeinde das Anwesen und revitalisierte es. Seit 1995 dient es als Gemeindezentrum, das um einen Veranstaltungs- und Feuerwehr-Zubau ergänzt wurde. | BDA-Hist.: Q38129968 Status: § 2a Stand der BDA-Liste: 2025-06-30 Name: Schloss, Amtshaus GstNr.: 122/1                                                        |
| ja   | Datei hochladen | Mariensäule HERIS-ID: 5000 Objekt-ID: 859                               | Mariengasse Standort KG: Hausleithen                       | 1742 ließ der damalige Besitzer (der hier angesiedelten Mühle), der Seifensieder Sebastian Hirsch, vor seinem Haus dieses religiöse Monument errichten. Eine barocke Säule auf dreiseitigem Volutensockel mit Aufsatzfiguren hl. Florian, Sebastian und Donatus; Obelisk mit der Statue Maria Immaculata. Das Medaillon in der Mitte des Sockels trägt die Inschrift: HONORI BEATA(E) VIRGINIS SINE LABE ORIGINALI CONCEPTAE (H)NANC STATVAM ERIGI CVRAVIT INSIGNIS BENEFACTOR IOANNES SEBASTIANVS HIRSCH. Dabei handelt es sich um ein sogenanntes Chronogramm, einen lateinischen Spruch, bei dem die Buchstaben, die zugleich römische Zahlen sind, eine Jahreszahl ergeben. In unserem Falle ergibt dies 1742, das Jahr der Errichtung. Übersetzt hat die Inschrift die folgende Bedeutung: Zur Ehre der ohne Erbsünde empfangenen allerseligsten Jungfrau ließ diese Statue errichten der hervorragende Wohltäter Johann Sebastian Hirsch. Renoviert 1987. | BDA-Hist.: Q38130923 Status: § 2a Stand der BDA-Liste: 2025-06-30 Name: Mariensäule GstNr.: 288/9                                                              |
| ja   | Datei hochladen | Bäckerkreuz HERIS-ID: 4997 Objekt-ID: 856                               | Standort KG: Hausleithen                                   | Errichtet um 1500, renoviert 1989. Tabernakelpfeiler mit achtseitigem Schaft und Zeichensteinen im Schulterstück. Über dem Abakus befindet sich ein Tabernakelaufsatz mit Kreuzdach aus profilierten Spitzbogengiebeln. Die Zeichensteine werden als Brezel gedeutet, daher die Bezeichnung Bäcker-Kreuz. Es könnte aber auch ein Apostelkreuz sein. Es wird auch als „Stirbweg-Marterl“ bezeichnet. | BDA-Hist.: Q38130251 Status: § 2a Stand der BDA-Liste: 2025-06-30 Name: Bildstock GstNr.: 600                                                                  |
| ja   | Datei hochladen | Hügelgrab Gaisruck HERIS-ID: 34756 Objekt-ID: 33142                     | Gaisruck Standort KG: Pettendorf                           | Der „Leeberg“ (Totenhügel) von Pettendorf ist ein ca. 10 m hoher Kegelstumpf, der nach neueren archäologischen Erkenntnissen während der Hallstatt-Kultur oder in der nachfolgenden Latènezeit errichtet wurde. Im Mittelalter wurde auf dem Leeberg eine Plattform von ca. 25 m Durchmesser errichtet. Der Leeberg bei Pettendorf wurde im Rahmen der Errichtung des Hausleitner Erlebniswegs 2014 neu gestaltet. | BDA-Hist.: Q23692081 Status: Bescheid Stand der BDA-Liste: 2025-06-30 Name: Hügelgrab Gaisruck GstNr.: 222 Leeberg Pettendorf                                  |
| ja   | Datei hochladen | Pranger HERIS-ID: 4970 Objekt-ID: 829                                   | Kirchenplatz Standort KG: Pettendorf                       | Errichtet 1475 vermutlich bei der Verleihung des ersten Marktrechtes an Pettendorf. Achtseitiger Schaft mit geriffeltem Kapitell. Der Pranger oder Schandpfahl ist eine im Rahmen der niederen Gerichtsbarkeit bis Ende des 18. Jahrhunderts der Bestrafung von Übeltätern dienende Säule, an die Bestrafte gefesselt und öffentlich vorgeführt wurden. Letzte Renovierung 2009. | BDA-Hist.: Q38123195 Status: § 2a Stand der BDA-Liste: 2025-06-30 Name: Pranger GstNr.: 770/1                                                                  |
| ja   | Datei hochladen | Kath. Filialkirche hl. Barbara HERIS-ID: 4969 Objekt-ID: 828            | Kirchenplatz 8, gegenüber Standort KG: Pettendorf          | Die Kirche von Pettendorf liegt dominant auf dem Kirchenplatz. Es ist eine hochbarocke Saalkirche, die 1693 erbaut, nach dem Brand von 1762 erneuert und von 1983 bis 1993 umfassend renoviert wurde. Von außen präsentiert sich ein hoch proportionierter Bau mit Halbkreisapsis und hoch situierten Rundbogenfenstern, der durch Pilastergliederung und umlaufendes Gebälk zusammengefasst wird. Im Zentrum des Volutengiebels, der mit Pilastern und Dreiecksspitze geziert ist, befindet sich eine Nische, in der 1994 eine Statue der hl. Barbara aufgestellt wurde. An den Langflanken der Kirche sind in jüngerer Zeit erweiterte Anbauten – links die Sakristei und rechts der Beichtraum – zu sehen. Der Dachreiter (Turm) mit Schallfenstern für das Geläut und Zwiebelhelm wurde nach dem Brand von 1762 aufgesetzt und 2009 renoviert. An der Nordseite der Kirche befindet sich eine Vorhalle mit einem Pultdach. Über dem Eingang ist ein Stein mit der Bezeichnung 1693 eingelassen. | BDA-Hist.: Q38122984 Status: § 2a Stand der BDA-Liste: 2025-06-30 Name: Kath. Filialkirche hl. Barbara GstNr.: 1 Saint Barbara Church (Pettendorf, Hausleiten) |
| ja   | Datei hochladen | Ortskapelle hl. Familie HERIS-ID: 4982 Objekt-ID: 841                   | Landstraße 19, gegenüber Standort KG: Schmida              | Mit dem Bau der Dorfkapelle von Schmida wurde 1908 begonnen. Die Planung stammt von Architekt Josef Hofbauer (1875–1936) aus Wien. Mit der Ausführung wurde Maurermeister Franz Weidlinger aus Hausleiten betraut. Sie liegt in der Straßenachse des Dorfes in einer Anlage, die im Zuge des Ausbaues der Landeshauptstraße 45 geschaffen wurde. Am 2. Oktober 1910 wurde die „Kaiser Franz Joseph Jubiläumskapelle zu Ehren Mariahilf“ mit einem großen Fest eingeweiht. Die Kapelle ist ein größerer, faschengegliederter Bau mit Rundbogenfenstern und eingezogener runder Apsis mit Ovalfenstern. Dominiert wird die Kapelle durch den zwischen den geschwungenen Giebelschrägen eingesetzten wuchtigen über 21 Meter hohen mehrgeschoßigen Turm. In ca. 12 m Höhe befindet sich ein Glockengeschoß mit Balustraden vor den Klangöffnungen. Über den Klangöffnungen befindet sich an der Frontseite eine Kirchturmuhr aus dem Jahre 1986, überhöht von einem neobarocken Helm. Weitere Dominanten sind die in ca. 6 m Höhe rund um den Turm an der Traufe der Kapelle auf Pylonen angebrachten von Bildhauer Hölzl geschaffenen Büsten der vier Evangelisten. An der Südseite des Gotteshauses befindet sich unter einem Walmdach eine Arkadenvorhalle. Über dieser etwa in der Höhe der vier Evangelisten ein ca. 1 m hohes und 60 cm breites Mariahilf-Relief. Dieses dem Jugendstil zuzurechnende polychromierte Stuckrelief wurde 1909 ebenfalls vom Bildhauer Hölzl geschaffen und im Juni 2009 von Franz und Renate Jesenko restauriert. Bemerkenswert an diesem Relief sind die unter dem Schriftzug „Mariahilf“ dargestellten Putti. Während der rechte Engelskopf seinen Blick verklärt zum Himmel, zu Maria und dem Jesuskinde richtet, geben sich die beiden anderen Figuren einer durchaus weltlichen Beschäftigung hin: Sie geben einander einen herzhaften Kuss. | BDA-Hist.: Q38126453 Status: § 2a Stand der BDA-Liste: 2025-06-30 Name: Ortskapelle hl. Familie GstNr.: 539                                                    |
| ja   | Datei hochladen | Butterkreuz HERIS-ID: 4987 Objekt-ID: 846                               | Standort KG: Schmida                                       | An der Kreuzung der L1134 (Hausleiten – Zaina) mit der L45 (Schmida – Perzendorf) in Richtung Zaina; eigentlich noch auf dem Gebiet der Katastralgemeinde Hausleiten. Errichtet um 1726; wegen Baufälligkeit wurde die Säule am 5. Mai 1966, unter Verwendung des alten Aufsatzes, neu errichtet, renoviert 1975 Toskanische Säule; auf einem monolithischen, entasischen (scheinbar leicht gewölbten) Schaft, sitzt ein Kapitell mit einem Halsring auf dem sich ein quadratischer, abgeschrägter Abakus befindet, auf diesem eine stark verwitterte Dreifaltigkeitsgruppe. Gottvater und Christus thronen auf Wolken und sind als vollplastische Figuren gestaltet; über ihnen der Heilige Geist als Taube vor einem Steinkreuz. Dreifaltigkeitssäulen wurden häufig zum Dank für das Ende der Pest errichtet und sind in unserem Raum häufig anzutreffen. An dieser Kreuzung holten früher Händler die Butter der Bauern und des herrschaftlichen „Schweizerhofes“ ab. | BDA-Hist.: Q38127556 Status: § 2a Stand der BDA-Liste: 2025-06-30 Name: Dreifaltigkeitssäule, Butterkreuz GstNr.: 840                                          |
| ja   | Datei hochladen | Figur hl. Felix von Cantalice HERIS-ID: 4978 Objekt-ID: 837             | Landstraße 63, gegenüber Standort KG: Schmida              | Die Statue des hl. Felix von Cantalice am östlichen Ortseingang wurde 1728 errichtet und 1990 renoviert; am Volutensockel befindet sich das Wappen der Familie Hardegg-Singendorf. Gegenstück zur Statue des hl. Johannes Nepomuk. | BDA-Hist.: Q38125452 Status: § 2a Stand der BDA-Liste: 2025-06-30 Name: Figur hl. Felix von Cantalice GstNr.: 87                                               |
| ja   | Datei hochladen | Figur hl. Johannes Nepomuk HERIS-ID: 4977 Objekt-ID: 836                | Standort KG: Schmida                                       | Die Statue des hl. Johannes Nepomuk am westlichen Ortseingang beim Gutshof wurde 1727 errichtet und 1990 renoviert. Am Volutensockel befindet sich das Wappen der Familie Hardegg – vermutlich eine Widmung der gräflichen Familie, als sie wieder zum katholischen Glauben übertrat. Gegenstück zur Statue des hl. Felix. | BDA-Hist.: Q38125211 Status: § 2a Stand der BDA-Liste: 2025-06-30 Name: Figur hl. Johannes Nepomuk GstNr.: 2                                                   |
| ja   | Datei hochladen | Butterkreuz HERIS-ID: 4983 Objekt-ID: 842                               | Puchgasse 4, nördlich Standort KG: Schmida                 | An der Kreuzung der L1134 (Hausleiten – Zaina) mit der L45 (Schmida – Perzendorf) in Richtung Zaina; eigentlich noch auf dem Gebiet der Katastralgemeinde Hausleiten. Errichtet um 1726; wegen Baufälligkeit wurde die Säule am 5. Mai 1966, unter Verwendung des alten Aufsatzes, neu errichtet, renoviert 1975. Toskanische Säule; auf einem monolithischen, entasischen (scheinbar leicht gewölbten) Schaft, sitzt ein Kapitell mit einem Halsring auf dem sich ein quadratischer, abgeschrägter Abakus befindet, auf diesem eine stark verwitterte Dreifaltigkeitsgruppe. Gottvater und Christus thronen auf Wolken und sind als vollplastische Figuren gestaltet; über ihnen der Heilige Geist als Taube vor einem Steinkreuz. Dreifaltigkeitssäulen wurden häufig zum Dank für das Ende der Pest errichtet und sind in unserem Raum häufig anzutreffen. An dieser Kreuzung holten früher Händler die Butter der Bauern und des herrschaftlichen „Schweizerhofes“ ab. | BDA-Hist.: Q38126550 Status: § 2a Stand der BDA-Liste: 2025-06-30 Name: Figurenbildstock GstNr.: 179                                                           |
| ja   | Datei hochladen | Jagdschloss Schmida HERIS-ID: 4980 Objekt-ID: 839                       | Landstraße 22 Standort KG: Schmida                         | 1327 wird die Burg („das haus ze Smida“) zum ersten Mal in den Urkunden erwähnt. Die Burgkapelle, die dem hl. Nikolaus geweiht ist, wird bereits 1313 genannt. Die Freiherren von Prüschenk (die 1499 in den Reichsgrafenstand zu Hardegg und im Marchlande erhoben wurden) erwarben am 9. Juli 1483 von Kaiser Friedrich III. die Herrschaft Schmida. Seither ist Schmida bzw. das Schloss Hardeggscher Besitz. 1485 wird Schmida von den Ungarn erobert. Die Türken brennen Schloss und Dorf 1529 nieder. Dabei wird auch die Nikolauskapelle ein Raub der Flammen. Sie wird erst 200 Jahre später (1726) wieder erstehen. Das sich heute präsentierende barockisierte Renaissanceschloss wird ab 1548 errichtet und ab 1709 durch Jakob Prandtauer und Johann Jakob Castelli im Barockstil umgebaut. Es wurde der Herrschaft Stetteldorf angeschlossen und verlor bald an Bedeutung, wurde jedoch weiterhin als Jagdschloss und Gestüt genutzt. Bis 1945 bewohnten die Grafen von Hardegg jährlich zur Jagdzeit das an einen großen Vierkanthof erinnernde Schlösschen. Durch die russische Besatzung von 1945–1955 wurde es schwer devastiert. In jüngerer Zeit restauriert ist es heute wieder bewohnt. | BDA-Hist.: Q23689668 Status: Bescheid Stand der BDA-Liste: 2025-06-30 Name: Jagdschloss Schmida GstNr.: 198 Jagdschloss Schmida                                |
| ja   | Datei hochladen | Figur hl. Franz Xaver HERIS-ID: 4352 Objekt-ID: 195seit 2004            | bei Alleestraße 37 Standort KG: Seitzersdorf-Wolfpassing   | Am Ende der Kirchenallee vor dem Haghof/Gutshof Errichtet 1749, zuletzt renoviert 1992/93. In der Nähe der Schlosskapelle in Wolfpassing befindet sich eine barocke Statue des hl. Franz Xaver. Der Heilige tauft gerade einen Inder. Die Statue hat Graf Karl Hardegg gestiftet, dessen Wappen auf der Südseite des Volutensockel zu sehen ist. Die Unterschutzstellung erfolgte 2004 (TZ 2096/2004). | BDA-Hist.: Q37874466 Status: Bescheid Stand der BDA-Liste: 2025-06-30 Name: Figur hl. Franz Xaver GstNr.: 27 Statue of Franz Xaver, Wolfpassing, Hausleiten    |
| ja   | Datei hochladen | Dreifaltigkeitssäule HERIS-ID: 4964 Objekt-ID: 823                      | bei Horner Straße 9 Standort KG: Seitzersdorf-Wolfpassing  | Errichtet 1742, renoviert 2007. Auf trapezförmigem Volutensockel mit Widmung, leicht konische Rundsäule, unten zwei Wulstringe, Halsring und oben ein Wulstring, über dem Abakus, polsterförmige Wolke mit der Dreifaltigkeit. Heute steht die Säule nicht mehr am Rande des ehem. „Gäns-Platzes“, sondern neben dem Feuerwehrhaus, das an dieser Stelle 1977 errichtet bzw. 2007 erweitert wurde. | BDA-Hist.: Q38122019 Status: § 2a Stand der BDA-Liste: 2025-06-30 Name: Dreifaltigkeitssäule GstNr.: 167/1                                                     |
| ja   | Datei hochladen | Figur Maria Immaculata HERIS-ID: 4351 Objekt-ID: 194                    | bei Horner Straße 33 Standort KG: Seitzersdorf-Wolfpassing | Statue der Maria Immaculata stehend auf einem quadratischen Sockel mit mehreren Gesimsen. Darauf die typische Weltkugel, auf der sich eine von Maria zertretene Schlange befindet. Die Statue wurde von der Gräfin Maria Barbara von Hardegg gestiftet und am 16. Mai 1755 errichtet. Zuletzt renoviert wurde sie 1993. Neben der Statue befindet sich ein Opferstock aus Stein. | BDA-Hist.: Q37874071 Status: § 2a Stand der BDA-Liste: 2025-06-30 Name: Figur Maria Immaculata GstNr.: 1176 Seitzersdorf-Wolfpassing Immaculata-Bildstock      |
| ja   | Datei hochladen | Ortskapelle Unbefleckte Empfängnis HERIS-ID: 4989 Objekt-ID: 848        | Ortsstraße 2 Standort KG: Zaina                            | Die 1858 errichtete Ortskapelle von Zaina liegt an der Kreuzung der Ortsstraße mit der Straße nach Hausleiten. Genau genommen beginnt hier der sogenannte „Stirbweg“, der schnurgerade – vorbei am Butterkreuz – auf ca. 3,5 km nach Norden zur Pfarrkirche St. Agatha und zum Friedhof führt. Bei der Kapelle handelt es sich um einen schlichten Bau mit Halbkreisapsis und Rundbogenfenstern. An der nordöstlichen Ecke befindet sich ein Fassadenturm. Dieser Turm nimmt etwa die halbe Breite der Kapelle ein und ist mit einem Doppelpyramidenhelm bekrönt. An der Ostfront der Kapelle zeigen sich zwei Türen. Eine führt zum Turm, die andere in den Andachtsraum. Die letzte Renovierung erfolgte zur 150-Jahr-Feier im Jahre 2008. | BDA-Hist.: Q38127963 Status: § 2a Stand der BDA-Liste: 2025-06-30 Name: Ortskapelle Unbefleckte Empfängnis GstNr.: 85                                          |
| ja   | Datei hochladen | Pestsäule HERIS-ID: 4986 Objekt-ID: 845                                 | Quellenstraße Standort KG: Zissersdorf                     | Errichtet 1679, zuletzt 2007 vom Steinmetzmeister Schindler aus Zissersdorf restauriert; Achtseitschaft mit Bildnischenaufsatz. Aus der Legende geht hervor, dass im Bereich der Pestsäule um die 25 Pesttoten beerdigt sein sollen. | BDA-Hist.: Q38127342 Status: § 2a Stand der BDA-Liste: 2025-06-30 Name: Bildstock GstNr.: 576/1                                                                |

In dieser Liste wird die Katastralgemeinde Hausleithen mit 'th' geschrieben. Diese Schreibweise ist heute nicht mehr üblich.